# 295 aC
El 295 aC va ser un any del calendari romà prejulià. A la República i a l'Imperi Romà es coneixia com l'Any del Consolat de Rul·lià i Mus (o també any 459 ab urbe condita). La denominació «295 aC» per a aquest any s'ha emprat des de l'edat mitjana, quan el calendari Anno Domini va ser el mètode prevalent a Europa per a anomenar els anys.

## Esdeveniments

### Antiga Grècia
- Demetri Poliorceta, després de la mort de Cassandre, s'apodera d'Egina, Salamina, Ramnunt i altres llocs propers a Atenes, i finalment de la mateixa ciutat després d'un llarg setge, que la va obligar a rendir-se per la fam.[2]
- Lanassa, filla d'Agàtocles, tirà de Siracusa, es casa amb el rei Pirros de l'Epir, i li aporta com a dot l'illa de Corfú (Corcira).[3]
- Agàtocles, que havia acompanyat a la seva filla Lanassa a l'Epir, aprofita el viatge de tornada per apoderar-se de Crotona, i estableix un pacte amb els iapigis i amb els peucecis.[4][5]
- Fila, filla d'Antípatre, queda assetjada a Salamina, a Xipre, per les forces de Ptolemeu I Sòter i s'ha de rendir, però Ptolemeu la tracta de manera honorable i l'envia, junt amb el seu fill, a Macedònia.[6]
- A Tràcia, els gals, amb un exèrcit reduït, de només 15.000 infants i 3.000 cavallers, van derrotar les forces combinades dels tribal·lis i els getes.[7]

### Antiga Roma
- Aquest any són elegits cònsols Quint Fabi Màxim Rul·lià i Publi Deci Mus.[8]
- Batalla de Sentínum en el context de la Tercera Guerra Samnita, on els romans vencen la coalició formada per samnites, etruscs, umbres i gals. Mus va primer al Sàmnium i després a Etrúria per ajudar a Màxim Rul·lià i dirigeix l'ala esquerra de l'exèrcit a la decisiva batalla de Sentínum, on va morir com un heroi, tal com havia fet el seu pare Publi Deci Mus. El cònsol convoca el pontífex màxim, anuncia el seu sacrifici, anomenat devotio i es dirigeix contra l'enemic.[9]
- En aquesta batalla mor també el general samnita Egnaci, l'organitzador de la coalició i de la guerra.[10]
- Una partida dels sènons arriba a Clúsium, ataca i derrota al pretor Luci Corneli Escipió Barbat quan era al seu campament, esperant l'exèrcit de cònsols.[11]

## Naixements
- Apol·loni de Rodes, poeta i gramàtic grec (data aproximada).[12]